# Clifford Truesdell
Clifford Ambrose Truesdell (n. 18 februarie 1919, Los Angeles, California, SUA – d. 14 ianuarie 2000, Baltimore, America Britanică⁠(d), Regatul Marii Britanii) a fost un fizician, matematician, istoric al științei și polemist american.

## Opere
- An Idiot's Fugitive Essays on Science, Springer-Verlag, 1984.
- A First Course in Rational Continuum Mechanics, Academic Press.
- The Kinematics of Vorticity, 1954.
- Rational Thermodynamics, McGraw-Hill.
- The Elements of Continuum Mechanics, Springer-Verlag.
- The Tragicomical History of Thermodynamics, 1822-1854. ISBN 0387904034.  recenzie de Stuart Antman Arhivat în 17 mai 2008, la Wayback Machine.. o alta another de I. Grattan-Guinness.
- Great Scientists of Old As Heretics in "the Scientific Method". ISBN 0813911346.
- Classical Field Theories of Mechanics, with Toupin, vol. III/1 of Handbuch der Physik editor  Siegfried Flügge.
- "Non-linear Field Theories of Mechanics", with Walter Noll, volume III/3 of Handbuch der Physik editor  Siegfried Flügge.
- An Introduction to the Mechanics of Fluids, with K. R. Rajagopal, Birkhauser, Boston, 1999.
- Essays in the History in Mechanics, Springer-Verlag, 1968.